# Ethminolia sculpta
Ethminolia sculpta is een slakkensoort uit de familie van de Trochidae. De wetenschappelijke naam van de soort is voor het eerst geldig gepubliceerd in 1897 door G.B. Sowerby.